# Agrostis mackliniae
Agrostis mackliniae är en gräsart som beskrevs av Norman Loftus Bor. Agrostis mackliniae ingår i släktet ven, och familjen gräs.
Artens utbredningsområde är Burma. Inga underarter finns listade i Catalogue of Life.